# Inarichō (metropolitana di Tokyo)
La stazione di Inarichō (稲荷町駅?, Inarichō-eki) è una stazione della metropolitana di Tokyo che si trova a Taitō, a Tokyo. È servita dalla linea Ginza.

## Struttura
La stazione è dotata una piattaforma a isola centrale con due binari.
| 1 | Linea Ginza | per Ueno, Ginza e Shibuya |
| 2 | Linea Ginza | per Asakusa               |

## Stazioni adiacenti
| «           | Servizio    | »           |
| Linea Ginza | Linea Ginza | Linea Ginza |
| ----------- | ----------- | ----------- |
| Ueno        | -           | Tawaramachi |